# Machimus pseudogonatistes
Machimus pseudogonatistes är en tvåvingeart som beskrevs av Villeneuve 1930. Machimus pseudogonatistes ingår i släktet Machimus och familjen rovflugor. Inga underarter finns listade i Catalogue of Life.